# Buseck
Buseck is een gemeente in de Duitse deelstaat Hessen, en maakt deel uit van de Landkreis Gießen.
Buseck telt 12.973 inwoners.

## Kernen
- Großen-Buseck (5769 inw.)
- Alten-Buseck (4075 inw.)
- Beuern
- Oppenrod
- Trohe

Allendorf (Lumda) ·
Biebertal ·
Buseck ·
Fernwald ·
Gießen ·
Grünberg ·
Heuchelheim ·
Hungen ·
Langgöns ·
Laubach ·
Lich ·
Linden ·
Lollar ·
Pohlheim ·
Rabenau ·
Reiskirchen ·
Staufenberg ·
Wettenberg